# أولاد معزة لحجر (أولاد معزة لحجر)
أولاد معزة لحجر هو دُوَّار يقع بجماعة الشلالات، عمالة المحمدية، جهة الدار البيضاء سطات في المملكة المغربية. ينتمي الدوّار لمشيخة أولاد معزة لحجر التي تضم دوارين. يقدر عدد سكانه بـ 7271 نسمة حسب الإحصاء الرسمي للسكان والسكنى لسنة 2004.

## روابط خارجية
- البوابة الوطنية للجماعات الترابية
- المندوبية السامية للتخطيط